# Etilakrilat
Etilakrilat (CH2=CHCOOC2H5) je brezbarvna tekočina z zbadajočim vonjem.

## Ugotovitve o nevarnih lastnostih
Napotki za nevarnost
Hlapi dražijo oči in dihalne poti. Stik s tekočino povzroča draženje oči in kože. Tekočina se resorbira skozi kožo.

## Ukrepi za prvo pomoč
Vdihovanje
Ponesrečenca nesemo na svež zrak. Tesno obleko zrahljamo. Pri zastoju dihanja mu dajemo umetno dihanje (kisik). Pomagati si lahko tudi z respiratojem.
Zaužitje
V primeru zaužitja je potrebno takoj poiskati zdravniško pomoč.
Stik s kožo in očmi
Kontaminirane dele je treba takoj odstraniti, prizadete dele telesa pa temeljito izprati z vodo.Izpirati s hladno vodo. Pri poškodbah oči je treba oko 10-15 min izpirati z vodo. Takoj moramo poklicati zdravniško pomoč.

## Ukrepi ob požaru
Posebne nevarnosti
Lahko vnetljiva tekočina. Hlapi se zelo lahko vžgejo. Tekočina je zelo hlapna. Hlapi tvorijo z zrakom eksplozivne zmesi, ki so težje od zraka.
Primerna sredstva za gašenje
Za gašenje majhnih požarov uporabljamo vodo, aparate na prah ali ogljikov dioksid, za velike požare peno ali razpršen vodni curek.
Posebna zaščitna oprema za gasilce
Uporablja se dihalni aparat.

## Ukrepi ob nezgodnih izpustih
Previdnostni ukrepi, ki se nanašajo na ljudi
Evakuacija ljudi v razdalji 300 metrov v vse smeri.
Ekološki zaščitni ukrepi

## Ravnanje z nevarno snovjo/pripravkom in skladiščenje
Ravnanje
Dobro prezračevanje, izsesavanje iz spodnjih delov prostora, predvideti možnost izpiranja tal, čistoča na delovnih mestih, označevanje zasilnih izhodov.
Skladiščenje
Naprave morajo biti zaprte, izsesavanje hlapov neposredno na mestu nastanka, posode moramo hraniti v dobro zračenem prostoru, ne sme se izpuščati v kanalizacijo, prepovedano je jesti, piti in hraniti živež v delovnih prostorih.

## Nadzor nad izpostavljenostjo/varnost in zdravje pri delu
Upoštevati in uporabljati moramo varnostni ukrepi pred elektrostatičnimi naboji, gasilno pregrinjalo, steklenice za izpiranje oči, vodne prhe (pri ravnanju z večjimi količinami), ognjevarna antistatična obleka, neprepustne zašćitne rokavice, očala in po potrebi zaščita dihal z zaščitno masko s filtrom (Rjave barve).

## Fizikalne in kemijske lastnosti
Snov ima:
- vrelišče pri 100 °C,
- parni tlak v mb: 38 pri 20 °C,
- tališče pri <-75 °C,
- relativno gostoto hlapov (zrak = 1) 3,45,
- specifično težo (voda = 1) 0,92,
- vresnost MDK: 25ppm ali 100 mg/m³,
- plamenišče pri 9 °C,
- vžigališče pri 350 °C in
- eksplozivno območje 1.8 do 14 vol. %.

## Obstojnost in reaktivnost
Hitro polimezira, če ni stabiliziran. Pri segrevanju lahko kljub stabilizatorjem polimerizira.